# 小叶臭味新耳草
小叶臭味新耳草（学名：Neanotis ingrata f. parvifolia）为茜草科新耳草属臭味新耳草下的一个变型。